# بيفل 183
بيفل 183 (بالروسية: Pavel 183)‏ هو فنان جرافيتي ‏ روسي، ولد في 11 أغسطس 1983 في موسكو في روسيا، وتوفي بنفس المكان في 1 أبريل 2013.